# Charles Pépin
Charles Pépin (Saint-Cloud, 1960) è un giornalista e scrittore francese.
È nato a Saint-Cloud nel 1973.
È autore di numerosi bestseller, tra cui Les Vertus de l’échec (Allary Éditions, 2016), La Confiance en soi (Allary Éditions, 2018) e La Planète des sages (Dargaud, 2011 e 2015).
Si è laureato all'HEC Paris e a Sciences Po.